# 유안 (이향효후)
유안(劉安, ? ~ ?)은 전한 후기의 제후로, 중산경왕의 아들이자 중산헌왕의 동생이다.

## 생애
감로 원년(기원전 53년), 이향후(利鄕侯)에 봉해졌다.
시호를 효라 하였고, 작위는 아들 유수가 이었다.

## 가계
- 중산경왕 유보
  - 중산헌왕 유복
  - 이향효후 유안
    - 이향대후 유수
      - 이향후 유국
      - 광덕이왕 유운객
      - 광평왕 유광한

## 출전
- 반고, 《한서》 권15하 왕자후표 下·권53 경십삼왕전

| 선대 (첫 봉건) | 전한의 이향후 기원전 53년 3월 임진일 ~ ? | 후대 아들 이향대후 유수 |